# Busch Memorial Stadium
Das Busch Memorial Stadium, auch bekannt als Busch Stadium bzw. Busch Stadium II, war ein von 1966 bis 2005 in der US-amerikanischen Stadt St. Louis im Bundesstaat Missouri, gelegenes multifunktionales Sportstadion. Das Stadion war dauerhafte Heimat des MLB-Teams St. Louis Cardinals. Zudem trugen die NFL-Mannschaften St. Louis Cardinals (1966 bis 1987) und St. Louis Rams (1995) ihre Heimspiele im Busch Memorial Stadium aus.
Nach dem Abriss des Stadions im Jahre 2005 wurde nahezu an gleicher Stelle das New Busch Stadium errichtet, welches allerdings einzig für das Baseball-Franchise der Cardinals genutzt wird.

## World Series
Das Busch Memorial Stadium war in sechs Spielzeiten Austragungsort der World Series. Die Cardinals trugen ihre Heimspiele der World Series 1967, 1968, 1982, 1985, 1987 und 2004 im Stadion aus.

## Namensgebung
Busch steht für den Nachnamen einer der beiden Gründer der US-amerikanische Brauerei Anheuser-Busch, die ihren Hauptsitz in St. Louis hat und seit Mitte der 1950er Jahre bis 1996 Besitzer des Baseballteams der Cardinals war.